# 針ニッケル鉱
針ニッケル鉱（しんにっけるこう、millerite）は、蛇紋岩、斑れい岩に見られるニッケルの硫化鉱物で、成分は硫化ニッケル(II)。和名は針状での産出が多いことに因むが、放射状の集合体も見られる。英名はこの鉱物を研究したウィリアム・ハロウズ・ミラーに因む。
1845年にヴィルヘルム・フォン・ハイディンガーによりヨアヒムスタールで発見され、上記の通り命名された。
大量に産出する場合、ペントランド鉱、珪ニッケル鉱と共にニッケル鉱石として採掘される。